# 地蔵堂町
地蔵堂町（じぞうどうまち）は、かつて新潟県西蒲原郡にあった町。

## 沿革
- 1889年（明治22年）4月1日 - 町村制施行に伴い西蒲原郡地蔵堂町、大武新田が合併し、地蔵堂町が発足。
- 1954年（昭和29年）11月3日 - 西蒲原郡国上村、島上村と合併し、分水町となり消滅。